# Вершени (Јаши)
Вершени (рум. Verșeni) насеље је у Румунији у округу Јаши у општини Мирословешти. Oпштина се налази на надморској висини од 242 m.

## Становништво
Према подацима из 2002. године у насељу је живело 1192 становника, од којих су сви румунске националности.